# Uherský Brod
Uherský Brod  (en allemand : Ungarisch Brod ; en hongrois : Magyarbród) est une ville du district d'Uherské Hradiště, dans la région de Zlín, en Tchéquie. Sa population s'élevait à 16 367 habitants en 2025.

## Géographie
Uherský Brod se trouve à 12 km à l'est-sud-est d'Uherské Hradiště, à 22 km au sud de Zlín, à 79 km à l'est-sud-est de Brno et à 260 km au sud-est de Prague.
La commune est limitée par Prakšice, Pašovice, Dobrkovice, Biskupice et Luhačovice au nord, par Rudice et Šumice à l'est, par Bánov et Nivnice au sud, et par Vlčnov et Drslavice à l'ouest.

## Histoire
La ville est mentionnée pour la première fois en 1140 sous le nom de Brod ou Na brodě : ce nom est dérivé du gué où la localité été fondé, à un point de passage des eaux sur l'Olšava (brod signifie « gué » dans plusieurs langues slaves). En 1272, le roi Ottokar II de Bohême érigea Brod en ville royale. En 1509, Vladislas IV fit don de la ville à Jean de Kunovic (Jan z Kunovic), ce qui lui fit perdre ses privilèges de ville royale. Au XVIe siècle, la ville connut un grand essor économique, qui fut entravé par les attaques des Hongrois au XVIIe siècle. Le déclin se poursuivit pendant la guerre de Trente Ans, au cours de laquelle la ville fut en grande partie détruite et la plupart des habitants protestants chassés.
Brod fut repeuplée dans la seconde moitié du XVIIe siècle. Outre les juifs, de nombreux Allemands s'y installèrent et finirent par constituer, au XVIIIe et XIXe siècles, la majeure partie de la population. Au XIXe siècle, la ville se composait de trois quartiers, le centre, la partie juive et la banlieue, qui comptaient ensemble environ 3 000 habitants. Le centre-ville était principalement habité par des artisans, des commerçants et des employés tchèques et allemands. Le faubourg avait un caractère agricole.

## Population
Recensements (*) ou estimations de la population de la commune dans ses limites actuelles :
| 1869* | 1880* | 1890* | 1900* | 1910* | 1921* |
| ----- | ----- | ----- | ----- | ----- | ----- |
| 5 855 | 6 592 | 6 935 | 7 399 | 8 014 | 8 384 |

| 1930* | 1950* | 1961*  | 1970*  | 1980*  | 1991*  |
| ----- | ----- | ------ | ------ | ------ | ------ |
| 8 821 | 9 856 | 12 565 | 14 406 | 17 459 | 17 721 |

| 2001*  | 2011*  | 2014   | 2015   | 2016   | 2017   |
| ------ | ------ | ------ | ------ | ------ | ------ |
| 17 592 | 16 758 | 16 720 | 16 631 | 16 591 | 16 590 |

| 2018   | 2019   | 2020   | 2021*  | 2022   | 2023   |
| ------ | ------ | ------ | ------ | ------ | ------ |
| 16 522 | 16 493 | 16 441 | 16 093 | 16 206 | 16 410 |

| 2024   | 2025   | - | - | - | - |
| ------ | ------ | - | - | - | - |
| 16 444 | 16 367 | - | - | - | - |

## Économie
Le siège et le plus important site de fabrication de l'entreprise Česká zbrojovka,  spécialisée dans la fabrication d'armes et de motocyclettes, se trouvent dans la ville.

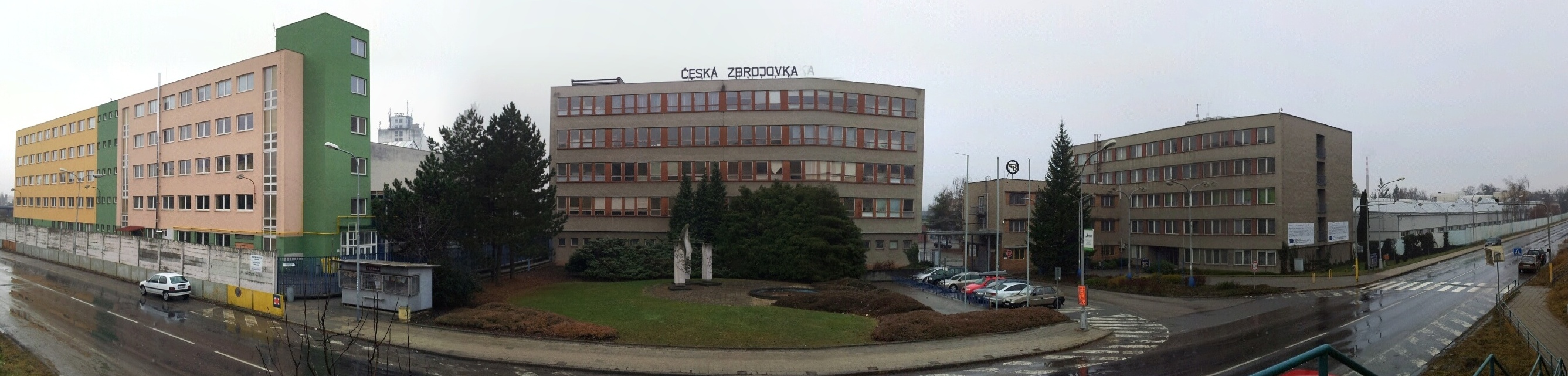
Siège de Česká zbrojovka a.s.

## Transports
Par la route, Uherský Brod se trouve à 18 km d'Uherské Hradiště, à 29 km de Zlín, à 46 km de Trenčín, à 91 km de Brno et à 297 km de Prague.

## Galerie

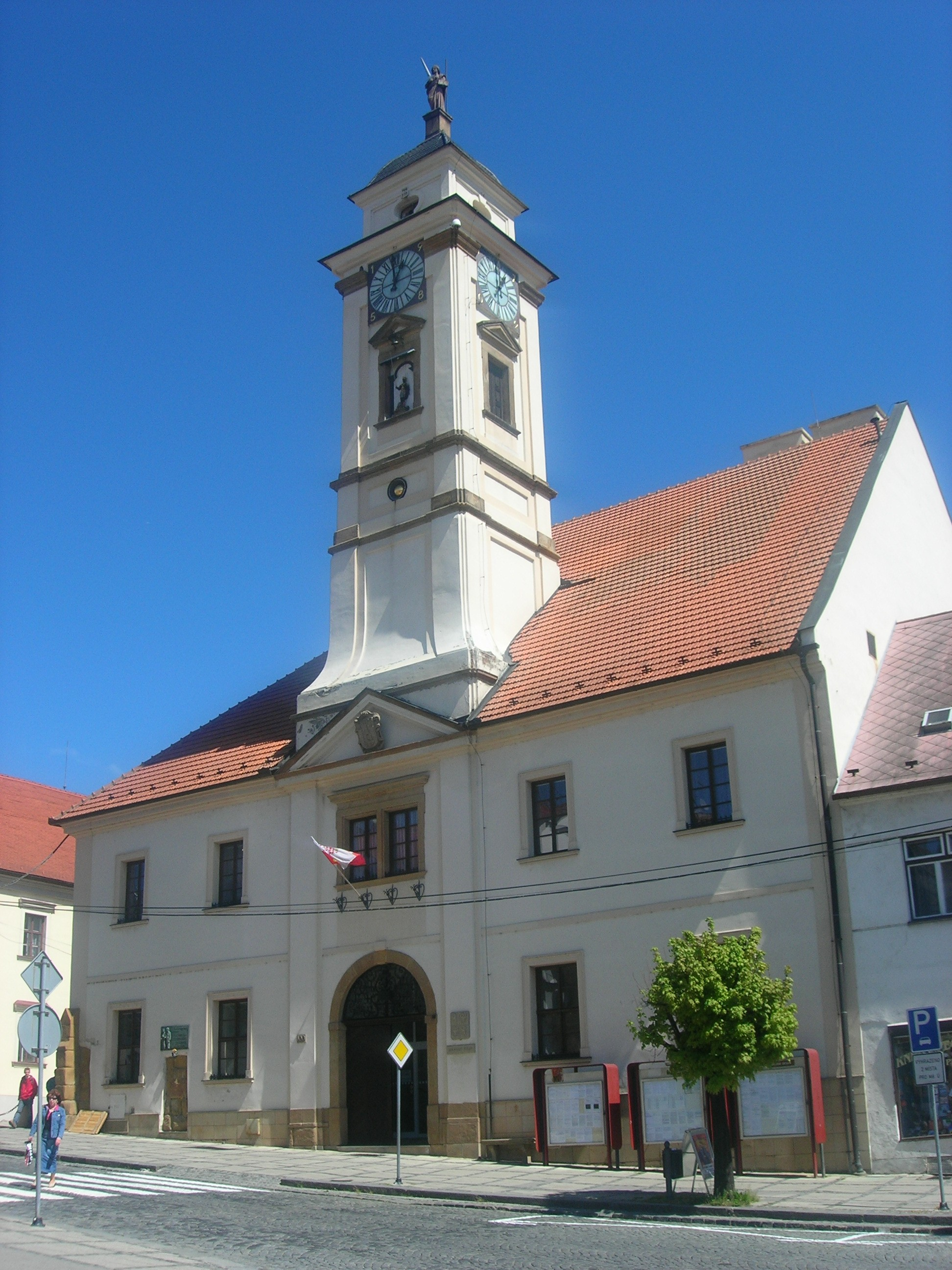
Hôtel de ville.
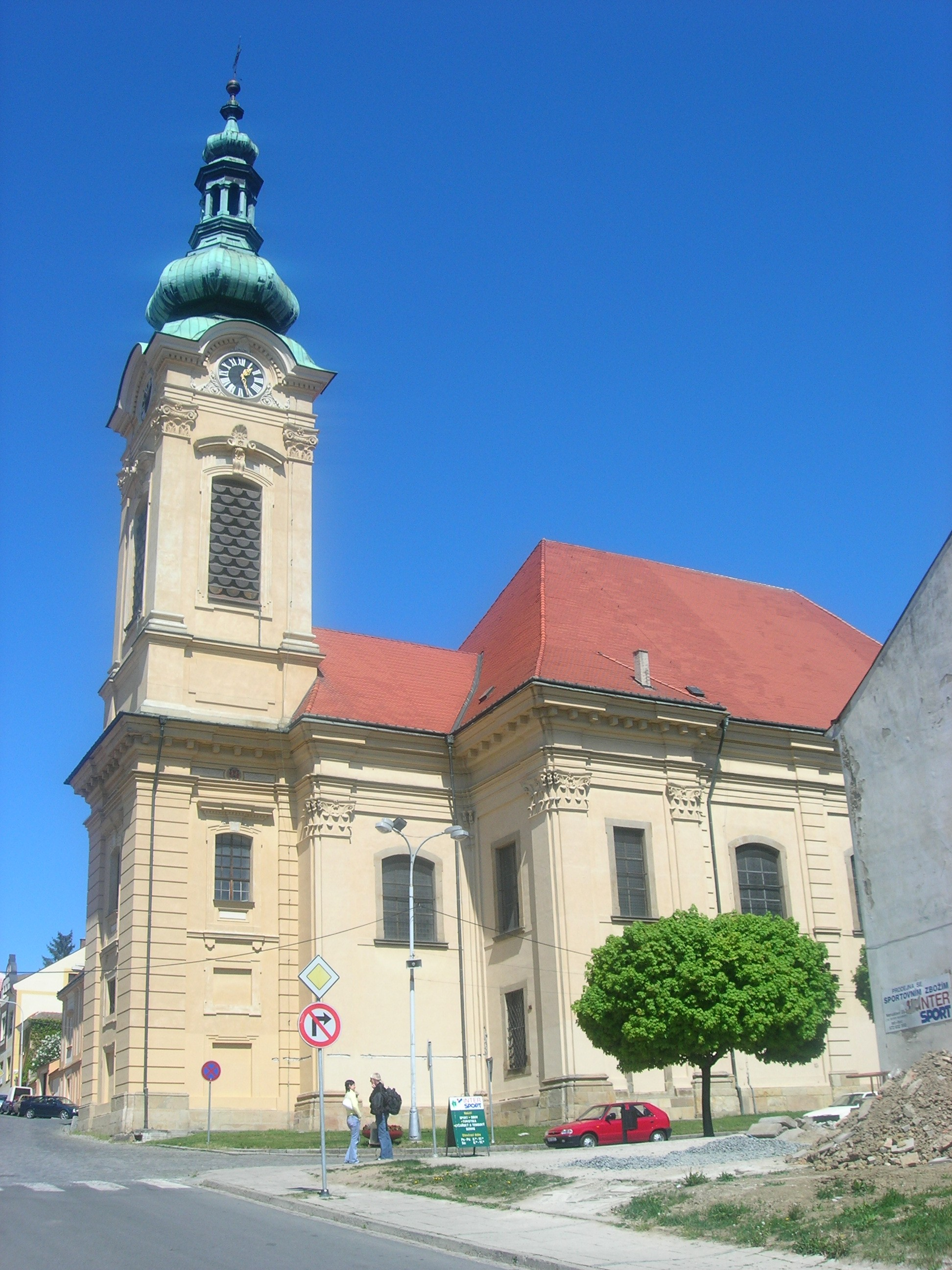
Église de l'Immaculée Conception.
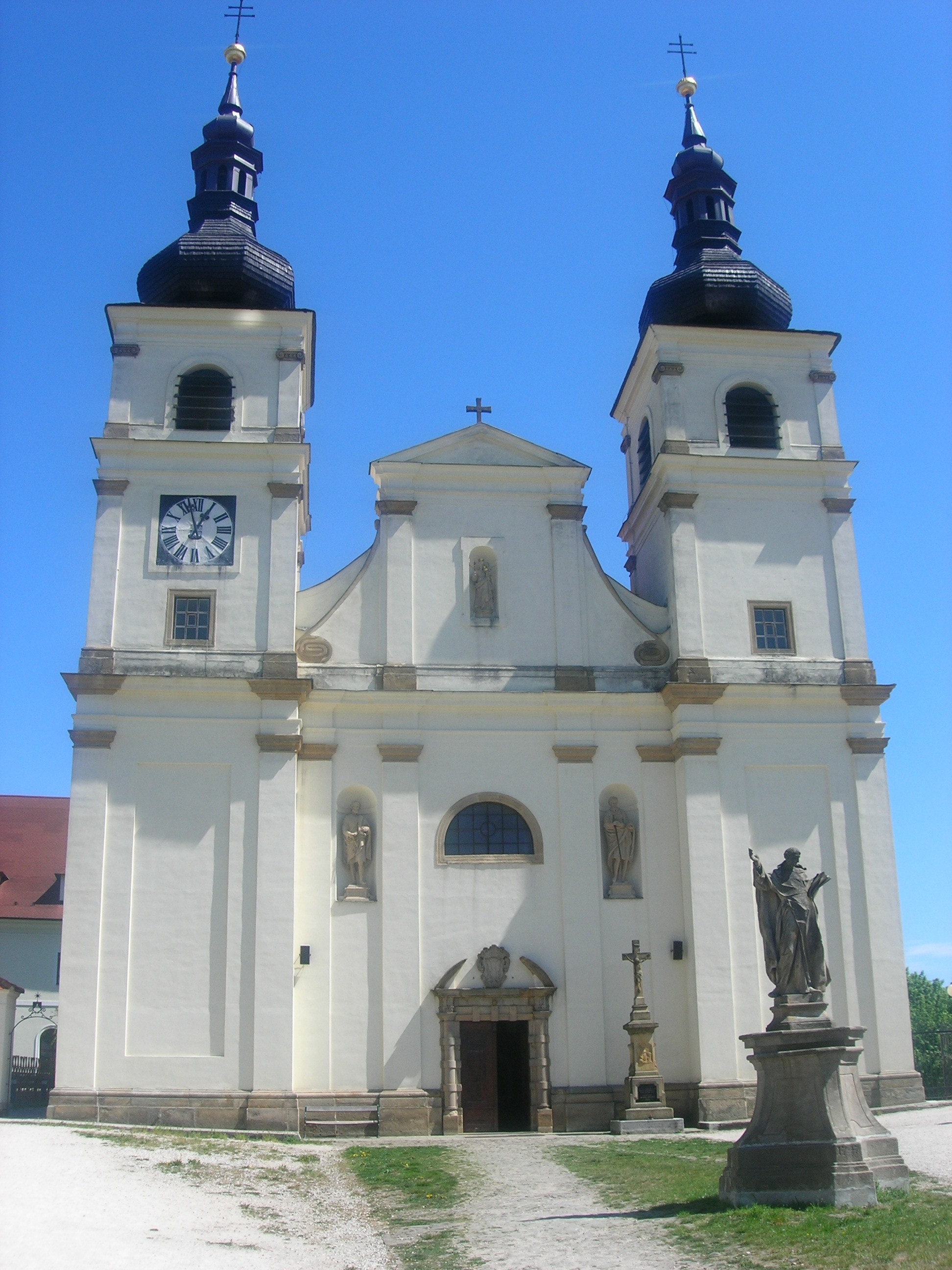
Monastère dominicain.

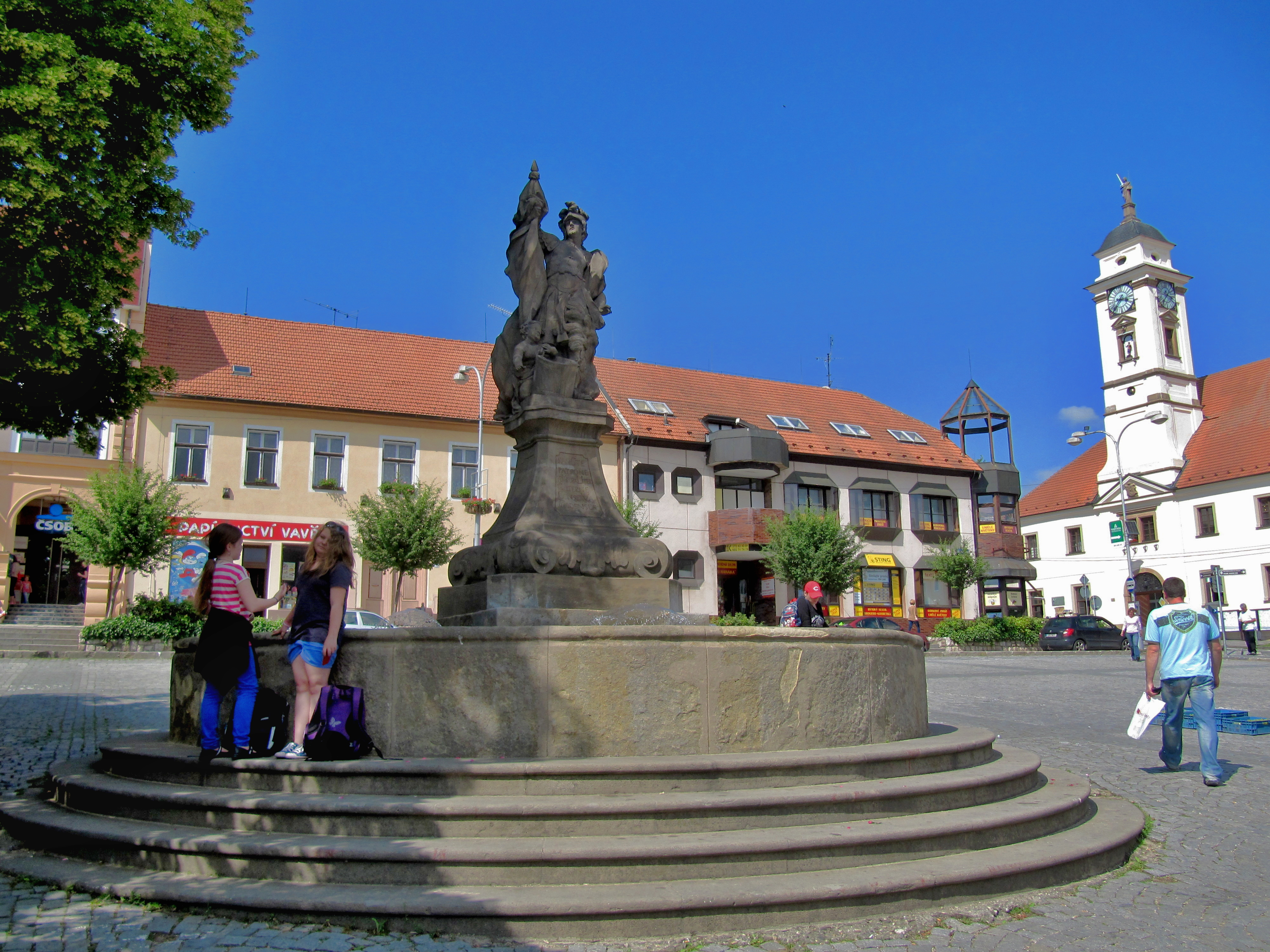
Place Masaryk.
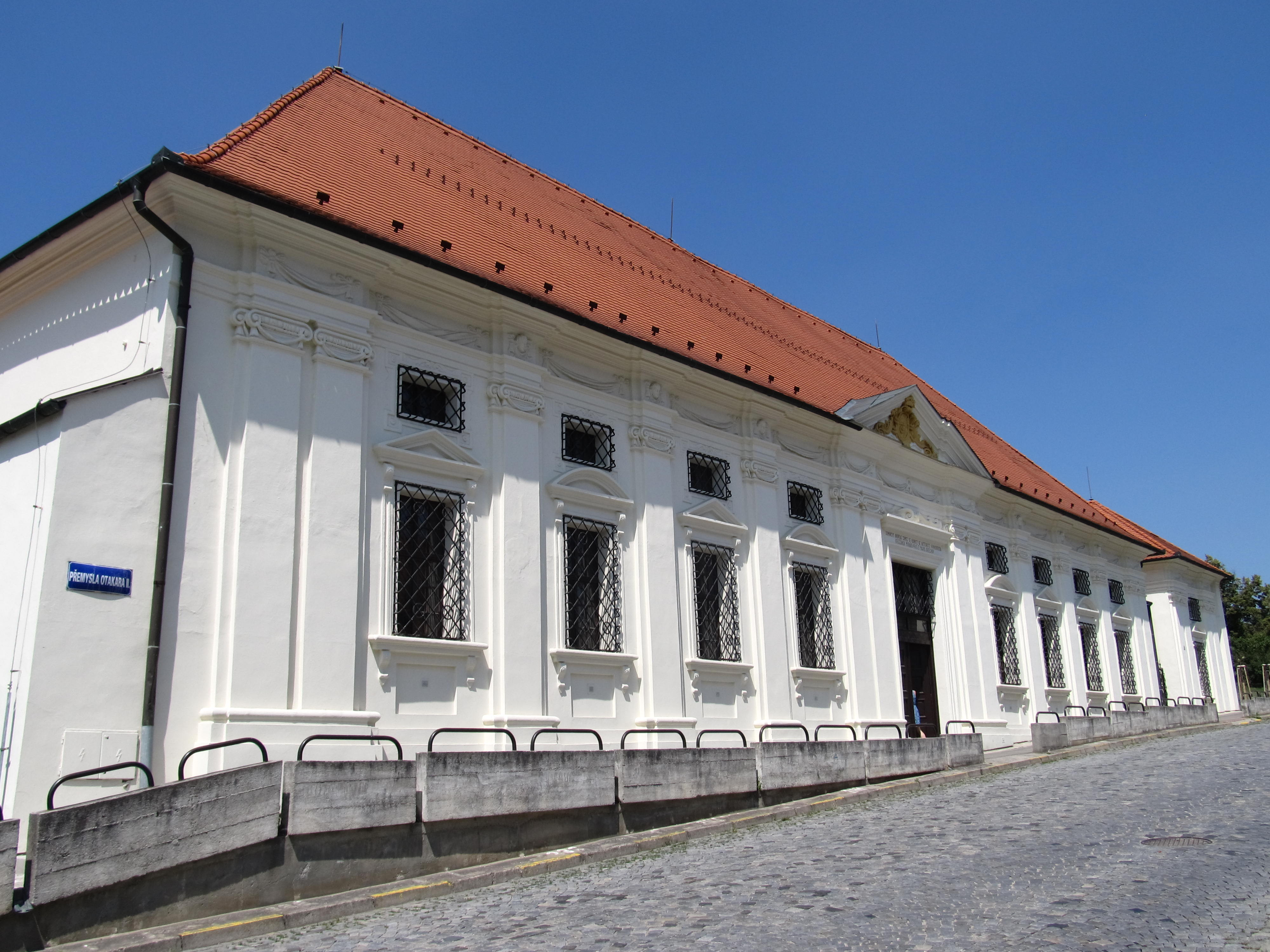
Uherský Brod : château.

## Personnalités

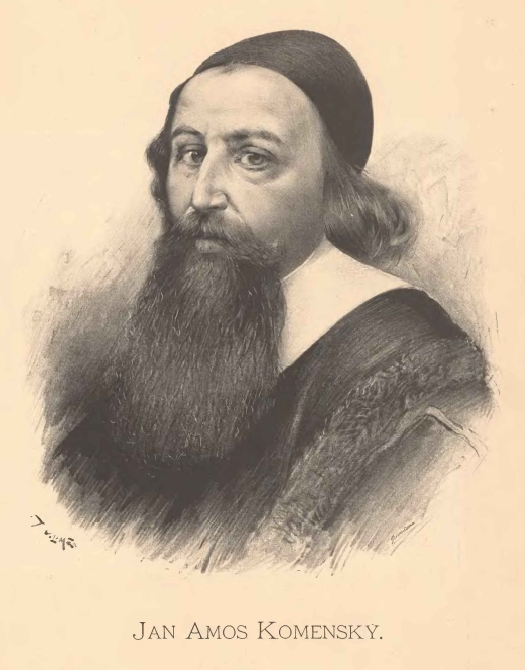
Portrait de Jan Amos Komenský

La ville est considérée comme l'un des lieux de naissance possibles de Jan Amos Komenský dit Comenius (1592–1670), auquel la localité consacre un musée exceptionnellement riche. Le jumelage avec la commune néerlandaise de Naarden est dû au fait que Comenius y a été enterré.
- Martin Johann Wikosch (1754–1826)
- Vladimír Babula (1919–1966)
- Ladislav Boháč (1907–1978)
- Reginald Dacík (1907–1988)
- František Kožík (1909–1997)
- Vojtěch Luža (1891–1944)
- Zdeňka Švabíková (1912–1994), actrice, y est née.
- Josef Herčík (1922-1999)
- Vlastimil Babula (* 1973)
- Johann Siegmund Hayek von Waldstätten (1661-1737)
- Leo Jung (1892-1987), un rabbin américain, éduqué à Berlin, une figure importante du judaïsme orthodoxe moderne aux États-Unis.